# Amblyontium inerme
Amblyontium inerme là một loài bọ cánh cứng trong họ Cerambycidae.